# The Selecter
The Selecter — ска группа второй волны из Ковентри, Великобритания, сформированная в 1979 г.
Название коллектива произошло от слова selector, что на Ямайке означает «диджей». Является одной из наиболее успешных групп второй волны ска, многие синглы попали в Британский чарт.

## История
В 1977 году Нэол Дэвис, Джон Брэдбери (который впоследствии стал одним из членов группы) и тромбонист Барри Джонс записали трек «Kingston Affair». Свою группу они назвали The Selecter. Их дебютный одноимённый сингл оказался на стороне Б сингла группы Special AKA «Gangsters» и стал первой изданной пластинкой знаменитой в будущем 2 Tone Records.
Он издан в марте 1979 года и достиг 6 места в Британском чарте. После успеха состав увеличился: в группу пришли несколько новых музыкантов, в числе которых были Артур Хендриксон и Паулин Блэк.

Новый состав выпустил синглы «On My Radio», «Three Minute Hero» и «Missing Words», а в конце 1979 года был записан дебютный альбом «Too Much Pressure» (был издан 2 Tone Records и Chrysalis Records в феврале 1980 года).
В феврале 1981 году был издан второй альбом «Celebrate the Bullet», после которого Блэк покинула The Selecter ради сольной карьеры. Вскоре после этого группа распалась, выпустив перед этим документальный фильм и концертный сборник «Dance Craze».
С 1982 году Паулин Блэк занималась карьерой в театре и на телевидении, Ноэл Дэвис основал свою домашнюю студию звукозаписи, на которой записывал свои собственные песни.
В 1991 году Блэк и Дэвис снова собрали The Selecter (правда спустя год Дэвис опять ушёл), и в течение пятнадцати лет группа выпустила несколько альбомов.
31 октября 2010 года Паулин Блэк и Артур Хендриксон под именем The Selecter отметили тридцатую годовщину выхода дебютного альбома выступлением на фестивале Sinner’s Day, в Хассельт, Бельгия, сыграв треки с него.
В 2011 году возникла путаница из-за двух конкурирующих составов под одним именем (Блэк и Хэндриксон с одной стороны и Дэвис с другой), и в июне 2011 года Блэк выиграла право на торговую марку «The Selecter».

10 мая 2014 года The Selecter выступили на фестивале Cathedral Arts в Белфасте, Ирландия.

## Дискография

### Альбомы
- Too Much Pressure (февраль 1980) UK # 5 UK: Золото
- Celebrate the Bullet (февраль 1981) UK # 41
- The Happy Album (июль 1994)
- Pucker! (август 1995)
- Cruel Britannia (ноябрь 1998)
- The Trojan Songbook (1999)
- The Trojan Songbook — Vol 2 (2000)
- The Trojan Songbook — Vol 3 (2001)
- Real to Reel (2003)
- Made In Britain (2011)
- String Theory (2013)
- Subculture (2015)
- Daylight (2017)

### Синглы
- «Gangsters vs. The Selecter» (июль 1979) UK # 6
- «On My Radio» (октябрь 1979) UK # 8
- «Three Minute Hero» (февраль 1980) UK # 16
- «Missing Words» (март 1980) UK # 23
- «The Whisper» (август 1980) UK # 36
- «Celebrate The Bullet» (ноябрь 1980)
- «On My Radio 91» (1991)
- «Madness» EP (The Selecter при участии Принц Бастер & Рико Родригес) (1992)
- «Hairspray» EP (1995)
- «Big In The Body, Small In The Mind» (2011)
- «Back To Black» (2011)